# Christopher Poremba
Christopher Poremba (* 21. September 1967) ist ein deutscher Mediziner, Pathologe und Onkologe.

## Leben
Poremba studierte von 1987 bis 1994 Medizin in Münster sowie an der Harvard Medical School in Boston, USA, und der University of Vermont in Burlington, USA. 1995 wurde er mit summa cum laude an der Westfälischen Wilhelms-Universität in Münster mit der Arbeit über molekulare Veränderungen des Tumorsuppressorgens p53 in menschlichen Tumoren zum Dr. med. promoviert. Für seine Dissertation arbeitete er eng mit dem Gerhard-Domagk-Institut für Pathologie (GDI) der Universität Münster und dem Howe Laboratory of Molecular Genetics der Harvard University in Boston zusammen. Er absolvierte anschließend seine Ausbildung zum Facharzt für Pathologie am GDI. Nach Weiterbildungen in Vancouver, Kanada, war er von 2000 bis 2002 Oberarzt am GDI in Münster. 2001 habilitierte er sich für das Fach Pathologie mit der Schrift „Biologische Relevanz und diagnostische und prognostische Applikationen in der molekularen Tumorpathologie“. 2001 wurde er Leiter der Molekularpathologie des GDI.
2002 erhielt Poremba einen Ruf als Professor für Pathologie am Institut für Pathologie des Universitätsklinikums der Heinrich-Heine-Universität Düsseldorf. Seit 2004 war er dort stellvertretender Direktor.
Seit 1. August 2008 Niederlassung als Facharzt für Pathologie in Trier (Zentrum für Histologie, Zytologie und Molekulare Diagnostik Trier)

## Wirken
Poremba engagiert sich besonders für die Etablierung moderner Lehrmethoden in der Pathologie. Die Forschungsschwerpunkte sind die soliden kindlichen Tumorerkrankungen, das Mammakarzinom sowie der erbliche Dickdarmkrebs.
Er hat an mehreren nationalen und internationalen klinischen Studien mitgewirkt, die von der Deutschen Forschungsgemeinschaft (DFG), der Deutschen Krebshilfe, dem Programm „Interdisziplinäres Zentrum für Klinische Forschung (IZKF)“ des Bundesministeriums für Bildung und Forschung oder durch Fördervereine für krebskranke Kinder begleitet, gefördert oder finanziert wurden.
Poremba wurde unter anderem mit dem Förderpreis der Gesellschaft für Pädiatrische Onkologie und Hämatologie (GPOH), dem Bruno-Heck-Wissenschaftspreis (1997), dem AstraZeneca Award des San Antonio Breast Cancer Symposiums (2001) sowie dem Forschungspreis der „Dr. Günther Wille“-Stiftung (2003) ausgezeichnet.
Christopher Poremba ist seit 1988 Mitglied der katholischen Studentenverbindung K.D.St.V. Sauerlandia Münster im CV.